# Люля-кебаб
Люля́-кеба́б (kabab — жареное мясо) — блюдо кухонь разных стран Ближнего Востока в виде мясного фарша, нанизанного на шампур и зажаренного на углях. Под разными названиями это блюдо известно многим народам от Балкан до Ирана.

## Рецепт
Из баранины, курдючного сала, лука и специй готовят фарш, который хорошо вымешивают (около 15 минут) до получения вязкой консистенции. Заправляют специями и охлаждают. Формируют «котлетки», нанизывают на шампур и равномерно распределяют по нему. Шампуры для люля-кебаба должны быть шире обычных. Обжаривают на мангале или гриле, периодически переворачивая.
По традиции люля-кебаб подают на пресной лепёшке (лаваше), с кольцами лука, зеленью, сумахом и жареными на углях помидорами.